# Thelotrema refertum
Thelotrema refertum är en lavart som först beskrevs av Hale, och fick sitt nu gällande namn av Hale 1980. Thelotrema refertum ingår i släktet Thelotrema och familjen Thelotremataceae.   Inga underarter finns listade i Catalogue of Life.